# توگاریاک
توگاریاک (انگلیسی: Tugaryak) یک شهرک در شهرستان شارانسکی استان باشقیرستان کشور روسیه است.